# Боротьба на літніх Олімпійських іграх 2012
Змагання з боротьбі на літніх Олімпійських іграх 2012 пройшли з 5 по 12 серпня. Було розіграно 18 комплектів нагород.

## Медальний залік
| Місце  | Країна         | Золото | Срібло | Бронза | Загалом |
| ------ | -------------- | ------ | ------ | ------ | ------- |
| 1      | Росія          | 4      | 1      | 5      | 10      |
| 2      | Японія         | 4      | 0      | 2      | 6       |
| 3      | Іран           | 3      | 1      | 2      | 6       |
| 4      | Азербайджан    | 2      | 2      | 3      | 7       |
| 5      | США            | 2      | 0      | 2      | 4       |
| 6      | Узбекистан     | 1      | 0      | 1      | 2       |
| 6      | Куба           | 1      | 0      | 1      | 2       |
| 8      | Південна Корея | 1      | 0      | 0      | 1       |
| 9      | Грузія         | 0      | 3      | 3      | 6       |
| 10     | Індія          | 0      | 2      | 1      | 3       |
| 11     | Вірменія       | 0      | 1      | 1      | 2       |
| 11     | Канада         | 0      | 1      | 1      | 2       |
| 11     | Угорщина       | 0      | 1      | 1      | 2       |
| 14     | Болгарія       | 0      | 1      | 0      | 1       |
| 14     | КНР            | 0      | 1      | 0      | 1       |
| 14     | Єгипет         | 0      | 1      | 0      | 1       |
| 14     | Естонія        | 0      | 1      | 0      | 1       |
| 14     | Пуерто-Рико    | 0      | 1      | 0      | 1       |
| 14     | Україна        | 0      | 1      | 0      | 1       |
| 20     | Казахстан      | 0      | 0      | 3      | 3       |
| 21     | Швеція         | 0      | 0      | 2      | 2       |
| 21     | Північна Корея | 0      | 0      | 2      | 2       |
| 22     | Колумбія       | 0      | 0      | 1      | 1       |
| 22     | Франція        | 0      | 0      | 1      | 1       |
| 22     | Литва          | 0      | 0      | 1      | 1       |
| 22     | Монголія       | 0      | 0      | 1      | 1       |
| 22     | Польща         | 0      | 0      | 1      | 1       |
| 22     | Іспанія        | 0      | 0      | 1      | 1       |
| 22     | Туреччина      | 0      | 0      | 1      | 1       |
| Всього | Всього         | 18     | 18     | 36     | 71      |

## Медалісти

### Чоловіки
Вільна боротьба
| Дисципліна           | Золото                     | Срібло                       | Бронза                      |
| -------------------- | -------------------------- | ---------------------------- | --------------------------- |
| до 55 кг докладніше  | Джамал Отарсултанов Росія  | Владімер Хінчегашвілі Грузія | Ян Кьон Іл Північна Корея   |
| до 55 кг докладніше  | Джамал Отарсултанов Росія  | Владімер Хінчегашвілі Грузія | Юмото Сін'іті Японія        |
| до 60 кг докладніше* | Тогрул Асгаров Азербайджан | Бесік Кудухов Росія          | Йогешвар Дутт Індія         |
| до 60 кг докладніше* | Тогрул Асгаров Азербайджан | Бесік Кудухов Росія          | Коулман Скотт США           |
| до 66 кг докладніше  | Йонеміцу Тацухіро Японія   | Сушіл Кумар Індія            | Акжурек Танатаров Казахстан |
| до 66 кг докладніше  | Йонеміцу Тацухіро Японія   | Сушіл Кумар Індія            | Ліван Лопес Куба            |
| до 74 кг докладніше  | Джордан Берроуз США        | Садег Гударзі Іран           | Габор Хатош Угорщина        |
| до 74 кг докладніше  | Джордан Берроуз США        | Садег Гударзі Іран           | Денис Царгуш Росія          |
| до 84 кг докладніше  | Шаріф Шаріфов Азербайджан  | Хайме Еспіналь Пуерто-Рико   | Дато Марсагішвілі Грузія    |
| до 84 кг докладніше  | Шаріф Шаріфов Азербайджан  | Хайме Еспіналь Пуерто-Рико   | Есан Лашгарі Іран           |
| до 96 кг докладніше  | Джейк Варнер США           | Валерій Андрійцев Україна    | Гіоргі Гогшелідзе Грузія    |
| до 96 кг докладніше  | Джейк Варнер США           | Валерій Андрійцев Україна    | Хетаг Газюмов Азербайджан   |
| до 120 кг докладніше | Комейл Гасемі Іран         | Білял Махов Росія            | Тервел Длагнєв США          |
| до 120 кг докладніше | Комейл Гасемі Іран         | Білял Махов Росія            | Даулет Шабанбай Казахстан   |

Греко-римська боротьба
| Подія                | Золото                    | Срібло                      | Бронза                    |
| -------------------- | ------------------------- | --------------------------- | ------------------------- |
| до 55 кг докладніше  | Гамід Сурян Іран          | Ровшан Байрамов Азербайджан | Петер Модош Угорщина      |
| до 55 кг докладніше  | Гамід Сурян Іран          | Ровшан Байрамов Азербайджан | Мінгіян Семенов Росія     |
| до 60 кг докладніше  | Омід Норузі Іран          | Реваз Лашхі Грузія          | Заур Курамагомедов Росія  |
| до 60 кг докладніше  | Омід Норузі Іран          | Реваз Лашхі Грузія          | Мацумото Рютаро Японія    |
| до 66 кг докладніше  | Кім Хьон У Південна Корея | Лорінц Тамаш Угорщина       | Манучар Цхадая Грузія     |
| до 66 кг докладніше  | Кім Хьон У Південна Корея | Лорінц Тамаш Угорщина       | Стів Гено Франція         |
| до 74 кг докладніше  | Роман Власов Росія        | Арсен Джулфалакян Вірменія  | Александр Казакевич Литва |
| до 74 кг докладніше  | Роман Власов Росія        | Арсен Джулфалакян Вірменія  | Емін Ахмадов Азербайджан  |
| до 84 кг докладніше  | Алан Хугаєв Росія         | Карам Габер Єгипет          | Даніял Гаджиєв Казахстан  |
| до 84 кг докладніше  | Алан Хугаєв Росія         | Карам Габер Єгипет          | Дам'ян Яніковський Польща |
| до 96 кг докладніше  | Гасем Резаеї Іран         | Рустам Тотров Росія         | Артур Алексанян Вірменія  |
| до 96 кг докладніше  | Гасем Резаеї Іран         | Рустам Тотров Росія         | Джиммі Лідберг Швеція     |
| до 120 кг докладніше | Міхайн Лопес Куба         | Гейкі Набі Естонія          | Різа Каяалп Туреччина     |
| до 120 кг докладніше | Міхайн Лопес Куба         | Гейкі Набі Естонія          | Юхан Еурен Швеція         |

### Жінки
Вільна боротьба
| Подія               | Золото                  | Срібло                    | Бронза                           |
| ------------------- | ----------------------- | ------------------------- | -------------------------------- |
| до 48 кг докладніше | Обара Хітомі Японія     | Марія Стадник Азербайджан | Кларісса Чун США                 |
| до 48 кг докладніше | Обара Хітомі Японія     | Марія Стадник Азербайджан | Керол Він Канада                 |
| до 55 кг докладніше | Йосіда Саорі Японія     | Тоня Вербік Канада        | Жаклін Рентерія Колумбія         |
| до 55 кг докладніше | Йосіда Саорі Японія     | Тоня Вербік Канада        | Юлія Раткевич Азербайджан        |
| до 63 кг докладніше | Ітьо Каорі Японія       | Цзін Жуйсюе КНР           | Любов Волосова Росія             |
| до 63 кг докладніше | Ітьо Каорі Японія       | Цзін Жуйсюе КНР           | Соронзонболдин Батцецег Монголія |
| до 72 кг докладніше | Наталія Воробйова Росія | Станка Златева Болгарія   | Гюзель Манюрова Казахстан        |
| до 72 кг докладніше | Наталія Воробйова Росія | Станка Златева Болгарія   | Майдер Унда Іспанія              |

У серпні 2016 року повідомлялося, що росіянин Бесік Кудухов буде позбавлений медалі через позитивний тест на допінг. Однак 27 жовтня 2016 року МОК заявив, що факт смерті Кудухова, який загинув в автокатастрофі 2013, не був відомий на момент прийняття рішення включити його проби в процес повторного аналізу. Тому, МОК припинив усі дисциплінарні провадження: такі провадження не можуть бути проведені проти померлої особи, тобто олімпійські результати, які були б переглянуті, залишаться невиправленими, оскільки провадження не може просуватися далі.
Сослан Тігієв з Узбекистану спочатку виграв бронзову медаль у ваговій категорії до 84 кг, але був дискваліфікований через позитивний результат тесту на метилгексанамін. Його медаль перейшла до Габора Хатоша з Угорщини.
У січні 2019 року Давид Модзманашвілі з Грузії, який спочатку виграв срібну медаль у надважкій ваговій категорії, був дискваліфікований після позитивного результату тесту на заборонені речовини. 23 липня 2019 року було оголошено, що в результаті повторного тестування зразків золотий медаліст тієї ж вагової категорії Артур Таймазов з Узбекистану також був дискваліфікований.